# 2025 FNS歌謡祭 夏
『2025 FNS歌謡祭 夏』（2025 エフエヌエスかようさい なつ）は、フジテレビ系列で2025年7月2日 18:30 - 22:48（JST）に生放送された通算14回目の『FNS歌謡祭 夏』である。通称は『夏のFNS』または『夏の歌謡祭』。

## 概要
2025年6月3日にフジテレビから発表された。総合司会は『2024 FNS歌謡祭』に引き続き、活動休止中の嵐の相葉雅紀とフジテレビアナウンサーの井上清華が務める。
放送時間は前年に引き続き18:30開始そして、終了時間は水曜22時枠ドラマを休止にする事で前年より54分拡大の22:48終了となり、2021年以来となる4年ぶりに22時台でも放送されることになった。

## 出演者

### 司会
- 相葉雅紀（嵐）
- 井上清華（フジテレビアナウンサー）

### 出演アーティスト
- INI
- アイナ・ジ・エンド
- Aqua Timez
- 幾田りら
- EIKO & shin feat.幾田りら from『パリピ孔明 THE MOVIE』（上白石萌歌、幾田りら、詩羽）
- AKB48
- XG
- ELAIZA（池田エライザ）
- &TEAM
- ORANGE RANGE
- 香取慎吾
- CUTIE STREET
- 草彅剛
- CLASS SEVEN
- 原因は自分にある。
- 倖田來未
- 郷ひろみ
- こっちのけんと
- GENERATIONS from EXILE TRIBE
- SUPER BEAVER
- Superfly
- timelesz
- DA PUMP
- TUBE×近藤真彦×織田哲郎
- 東方神起
- Travis Japan
- TREASURE
- 中島健人
- なにわ男子
- Number_i
- NiziU
- NEWS
- HANA
- 氷川きよし
- 日向坂46
- 平手友梨奈
- FANTASTICS from EXILE TRIBE
- FRUITS ZIPPER
- BOYNEXTDOOR
- ME:I
- 三浦大知
- Mrs. GREEN APPLE
- M!LK
- LE SSERAFIM

### 音楽・演奏
- 武部聡志音楽団

## セットリスト
| 順番 | アーティスト                                  | 楽曲                                            |
| ---- | --------------------------------------------- | ----------------------------------------------- |
| 1    | ALL LINE UP                                   | APT. (2024/ロゼ & ブルーノ・マーズ)             |
| 2    | CLASS SEVEN                                   | miss you                                        |
| 3    | 日向坂46                                      | Love yourself!                                  |
| 4    | 原因は自分にある。                            | カラフるワンダフル                              |
| 5    | GENERATIONS                                   | Magic Hour                                      |
| 6    | ME:I                                          | MUSE                                            |
| 7    | AKB48                                         | ヘビーローテーション (2010)                     |
| 8    | AKB48                                         | ポニーテールとシュシュ (2010)                   |
| 9    | AKB48                                         | フライングゲット (2011)                         |
| 10   | AKB48                                         | 言い訳Maybe (2009)                              |
| 11   | AKB48                                         | 恋するフォーチュンクッキー (2013)               |
| 12   | AKB48                                         | まさかのConfession                              |
| 13   | こっちのけんと×中島健人                       | はいよろこんで (2024/こっちのけんと)            |
| 14   | なにわ男子                                    | ギラギラサマー                                  |
| 15   | TravisJapan                                   | Would You Like One?                             |
| 16   | 平手友梨奈                                    | ガラスの十代 (1987/光GENJI)                     |
| 17   | &TEAM                                         | Deer Hunter                                     |
| 18   | LE SSERAFIM                                   | DIFFERENT                                       |
| 19   | INI                                           | Pineapple Juice                                 |
| 20   | BOYNEXTDOOR                                   | 今日だけ I LOVE YOU (Japanese Ver.)             |
| 21   | 郷ひろみ×香取慎吾                             | ハリウッド・スキャンダル (1978/郷ひろみ)        |
| 22   | 郷ひろみ×香取慎吾                             | GOLDFINGER'99 (1999/郷ひろみ)                   |
| 23   | 氷川きよし×倖田來未                           | TATTOO (1988/中森明菜)                          |
| 24   | TUBE×近藤真彦×織田哲郎                        | 6、6、Rock!                                     |
| 25   | 東方神起                                      | 接吻 (1993/ORIGINAL LOVE)                       |
| 26   | Mrs. GREEN APPLE                              | breakfast                                       |
| 27   | ORANGE RANGE                                  | 以心電信 (2004)                                 |
| 28   | ORANGE RANGE×INI                              | イケナイ太陽 (2007/ORANGE RANGE)                |
| 29   | HANA                                          | Burning Flower                                  |
| 30   | 幾田りら                                      | 恋風                                            |
| 31   | CUTIE STREET                                  | かわいいだけじゃだめですか? (2024)              |
| 32   | FRUITS ZIPPER                                 | かがみ                                          |
| 33   | FRUITS ZIPPER×CUTIE STREET                    | わたしの一番かわいいところ (2022/FRUITS ZIPPER) |
| 34   | M!LK×ビジュイイじゃん選抜                     | イイじゃん (M!LK)                               |
| 35   | NiziU                                         | Shining day                                     |
| 36   | 三浦大知                                      | Horizon Dreamer (2024)                          |
| 37   | アイナ・ジ・エンド                            | 革命道中                                        |
| 38   | FANTASTICS                                    | Got Boost? (2024)                               |
| 39   | FANTASTICS                                    | Candy Blaze                                     |
| 40   | timelesz                                      | Rock this Party                                 |
| 41   | 草彅剛                                        | STAY WITH ME                                    |
| 42   | Mrs. GREEN APPLE                              | クスシキ                                        |
| 43   | TREASURE                                      | FANTASTIC BABY -JP Ver.- (2012/BIGBANG)         |
| 44   | FRUITS ZIPPER×CUTIE STREET                    | ♡桃色片想い♡ (2002/松浦亜弥)                    |
| 45   | ELAIZA                                        | 蝶々結び (2016/Aimer)                           |
| 46   | ME:I                                          | ミスター (2010/KARA)                            |
| 47   | 松田元太・松倉海斗(Travis Japan)              | 小さな恋のうた (2001/MONGOL800)                 |
| 48   | XG                                            | NEW DANCE (2023)                                |
| 49   | EIKO & shin feat. 幾田りら                    | Sing along!!                                    |
| 50   | SUPER BEAVER                                  | 主人公                                          |
| 51   | 氷川きよし with t.komuro                      | Party of Monsters                               |
| 52   | 倖田來未×MAKO・RIO・MAYA・MAYUKA(NiZiU)       | Butterfly (2004/倖田來未)                       |
| 53   | Mrs. GREEN APPLE                              | Soranji (2022)                                  |
| 54   | Number_i                                      | GOD_i                                           |
| 55   | アイナ・ジ・エンド×ELAIZA                     | Story (2005/AI)                                 |
| 56   | Aqua Timez×八木勇征(FANTASTICS)×藤牧京介(INI) | 虹 (2006/Aqua Timez)                            |
| 57   | 渋谷龍太(SUPER BEAVER)×Superfly               | 人として (2016/SUPER BEAVER)                    |
| 58   | 香取慎吾                                      | UNERI KUNERI (feat. Kroi) (2024)                |
| 59   | 中島健人                                      | MONTAGE                                         |
| 60   | DA PUMP                                       | Pon de SKY, Pon de STAR                         |
| 61   | NEWS                                          | チャンカパーナ (2012)                           |

## 関連番組
- 相葉◎×部

当番組の司会を務める相葉雅紀がレギュラー出演しているバラエティ番組。
- FNS歌謡祭 夏 10のみどころ徹底解説

フジテレビで2025年6月21日（土曜日）の15:00 - 16:00（『土曜スペシャル』）に放送された事前番組。
- FNS歌謡祭 夏 相葉のイチオシ

フジテレビで2025年6月29日（日曜日）の23:09 - 23:15に放送された事前番組。
- 週刊ナイナイミュージック

当番組が放送された直後（同日23:00 - 23:40）に10分拡大して生放送が実施されて、当番組のスタジオセットがそのまま流用されて「週刊ナイナイミュージック presents FNS後夜祭」が行われた。
当番組の一部の出演アーティストがそのまま同番組にも引き続き出演していた。

## スタッフ
- セットデザイン：鈴木賢太（フジテレビ／フジアール）
- 美術プロデューサー：三竹寛典（フジテレビ／フジアール）
- アートコーディネーター：西嶋友里・高木翔瑛（共にフジアール）
- 大道具：浅見大、渡辺桃加、大江ほのか
- アクリル装飾：伊藤幸枝、犬塚健
- アートフレーム：石井智之、井滝健治
- 電飾：枝茂孝、浅野辰也、宮下奈那
- 植木装飾：後藤健
- 生花装飾：荒川直史
- 視覚効果：倉谷美奈絵
- 幕装飾：西村怜子
- 楽器：島津哲也、齋藤隆之介
- LED：河本祥太、石野創太
- スタジオCG：笹生宗慶
- TD：勝村信之（フジテレビ）
- SW：米山和孝・馬塲義土（共にフジテレビ）、障子川雅則
- カメラ：中野誠也（フジテレビ）、大井允人
- 音声：吉永哲也、太田宗孝
- VE：白波考大、渋谷岳彦
- 照明デザイン：紙透貴仁、西野大介、三觜繁、三好裕治、長谷川友紀、水澤みなみ、須藤淳
- 照明営業：佐藤博樹
- PA：本田一智、中野忠義
- LSM：中山隆、平岩佐織
- 音楽コーディネート：大滝拓見、坂本真里奈、浦井優光
- 編成：長嶋大介・水戸佑介（共にフジテレビ）
- 広報：長田裕依（フジテレビ）
- ホームページ担当：城増美
- テロップ送出：草崎祐一郎、紺野彩美
- 音響効果：中田圭三、温水義成、高橋玲南、野呂楓子
- 編集：小島嘉隆、永井慎二、坂本貴志
- MA：藤井啓介
- タイトルCG：古畑資展
- 編集CG：渡辺之雄
- 場内整理：坂井伸治
- TK：平野美紀子、髙木美紀、海老澤廉子
- デスク：富張明子
- 協力：ハーフトーンミュージック
- ロケ協力：両備グループ
- 美術協力：フジアール、チトセアート、ナカムラ綜美、エスケイシステム、テルミック、野沢園、京花園、東京特殊効果、nu-nu-nu、山田かつら、東京TUBE
- 技術協力：fmt、共同テレビジョン、サンフォニックス、放映サービス、田中電設工業、共立、ニューテレス、ワンツー・ワンツー、明光セレクト、ロケット、ピーシーライツ、digidelic、MTプランニング、CODE
- 制作協力：イースト、デジタルスペック
- 制作：竹内誠（フジテレビ）
- 構成：山内浩嗣
- 作家：ゆーやん
- 編集ディレクター：松本絵理、阪本玲以、黒岩栄治（アズバーズ）
- 宣伝ディレクター：城山海周（フジテレビ）、小野瀬瑞貴（イースト）、小板航
- SNS担当：浅尾和寿（BEE BRAIN）、高木靖也
- 送出ディレクター：花輪研斗（イースト）
- AD：後奈津美、長岡花瀬
- フロアディレクター：大野悟（クリーク・アンド・リバー社）、松舘ちひろ、萩原渓太郎（フジテレビ）、望月浩平
- 進行プロデューサー：相場優衣子（クリーク・アンド・リバー社）、渡辺由貴
- プロデューサー：太田秀司・中村峰子・島田和正（共にフジテレビ）、土田芳美（VIC）、宇賀神裕子（イースト）、後藤夏美、加藤万貴、福井倫子（クリーク・アンド・リバー社）
- Special Thanks：石田弘（フジテレビ）
- 球体演出：川上惇（フジテレビ）
- 総合演出：松永健太郎
- チーフプロデューサー：浜崎綾（フジテレビ）
- 企画・制作：フジテレビ 編成総局バラエティ制作局バラエティ制作センター
- 制作著作：フジテレビ